# الإمبراطورية البيزنطية تحت حكم السلالة الثيودوسيوسية
حُكمت الإمبراطورية البيزنطية من قبل السلالة الثيودوسيوسية منذ العام 379، تاريخ ارتقاء ثيودوسيوس الأول للعرش، حتى العام 457، عندما تُوفّيَ مارقيان. شهد حكم السلالة الثيودوسيوسية آخر تقسيم بين الشرق والغرب للإمبراطورية الرومانية، وذلك بين آركاديوس وهونوريوس في 395. وفي حين أن انقسامات الإمبراطورية الرومانية قد حدثت من قبل، فإن الإمبراطورية لن تتوحد بالكامل مرة أخرى بعد هذا التقسيم. ساهم عهد أبناء ثيودوسيوس الأول بشكل كبير في الأزمة التي أدت في نهاية المطاف في نهاية القرن الخامس إلى انهيار للسيطرة الرومانية في الغرب بالكامل. تجنّبت الإمبراطورية الشرقية إلى حد كبير الصعوبات التي واجهتها الإمبراطورية الغربية في القرنين الثالث والرابع، ويرجع ذلك جزئيًا إلى الثقافة الحضرية الأكثر رسوخًا والموارد المالية الأكبر، التي سمحت باسترضاء الغزاة عبر الترفيد والمرتزقة الأجانب. طوال القرن الخامس، اجتاحت عدة جيوش مختلفة الإمبراطورية الغربية لكنها تجنّبت الشرق.
حكمت السلالة الثيودوسيوسية الإمبراطورية الرومانية الغربية أيضًا من 392 إلى 455م.

## ثيودوسيوس الأول، 379-395
مُنحَ ثيودوسيوس الأول حكم المقاطعات الرومانية الشرقية من قبل الإمبراطور السابق، جراتيان من السلالة الفالنتينيانية، حيث كان جراتيان قد ورثَ الإمبراطورية بأكملها من سلفه فالنس في 378. استمر جراتيان في حكم الإمبراطورية الرومانية الغربية حتى عام 383. بعد وفاة جراتيان وخليفته فالنتينيان الثاني، أصبح ثيودوسيوس آخر إمبراطور يحكم كلا من النصفين الشرقي والغربي للإمبراطورية الرومانية 392-395.
يُذكر أيضًا أن ثيودوسيوس أصدر سلسلة من المراسيم (مرسوم تسالونيكي) التي حدّدت أساسًا المسيحية في نيقية باعتبارها الكنيسة الرسمية للدولة في الإمبراطورية الرومانية. حلّ ثيودوسيوس تنظيم عذارى فستال في روما، وحظر الطقوس الوثنية للألعاب الأولمبية في اليونان القديمة ولم يعاقب أو يمنع تدمير المعابد الهلنستية العتيقة، مثل معبد أبولو في دلفي.
مع وفاة ثيودوسيوس عام 395، انقسمت الإمبراطورية الرومانية مرة أخرى بين ولديه. آركاديوس، الابن الأكبر، ورث الشرق والعاصمة الإمبراطورية للقسطنطينية، بينمل ورث هونوريوس الغرب. لم يتم لمّ شمل الإمبراطورية مرة أخرى بعد ذلك الانقسام، على الرغم من أن أباطرة الرومان الشرقيين، بدايةً من زينون، طالبوا باللقب الموحد بعد وفاة يوليوس نيبوس في 480 م.

## آركاديوس، 395-408
كان آركاديوس حاكماً ضعيفاً، وهيمنت عليه سلسلة من المستشارين لأنه كان يهتم بالظهور كمسيحي متدين أكثر من اهتمامه بالمسائل السياسية والعسكرية. ولّد أول مستشار من هذا القبيل، روفينوس، منافسة شديدة مع مستشار الإمبراطور الغربي هونوريوس، قائد الجنود الودنالي اللاتيني فلافيوس ستيليكو، الذي ربما يكون قد اغتيل عام 395 بعد الميلاد. ومن بين المستشارين اللاحقين زوجته أيليا إودكسيا والبطريرك يوحنا ذهبي الفم والقائد البرايتوري أنثيميوس.

## ثيودوسيوس الثاني، 408-450
أصبح ثيودوسيوس الثاني، الملقب أحيانًا بـ "الأصغر"، إمبراطورًا رومانيًا شرقيًا في سن السابعة بعد وفاة والده أركاديوس عام 408. استمرّ أنثيميوس بالعمل كمستشار وحاكم فعلي، وخلال عهده اكتملت أسوار القسطنطينية.
أُعلنت الأخت الكبرى لثيودوسيوس، بلخريا، إمبراطورة وأصبحت وصية العرش في عام 414 بعد الميلاد. على الرغم من انتهاء وصايتها في 416 وأصبح ثيودوسيوس نفسه الإمبراطور، ظل لبلخريا تأثير قوي داخل الحكومة. تأثر ثيودوسيوس ببلخريا وأصبح لديه اهتمام متزايد بالمسيحية، فذهب إلى الحرب ضد الإمبراطورية الساسانية في أوائل 420 حيث كانوا يضطهدون المسيحيين. أُجبر على السماح بحالة من الجمود، حيث كان الهون يسيرون نحو القسطنطينية. كانت الحروب مع الهون تتكون عادة من غارات هونية يليها قيام الإمبراطورية الشرقية بالدفع لهم حتى يظلوا في سلام مع الرومان.
أدت وفاة الإمبراطور هونوريوس في الغرب عام 423 إلى قيام ثيودوسيوس بدعم وتثبيت فالنتينيان الثالث في نهاية المطاف كإمبراطور غربي في عام 425. لتعزيز العلاقات بين الشرق والغرب، كانت ليسينيا يودوكسيا، ابنة ثيودوسيوس، مخطوبة لفالنتينيان.
توفي ثيودوسيوس في عام 450 نتيجة لحادث قيادة وخلفه مارقيان، زوج أخته بولشيريا، كإمبراطور للشرق.

## مارقيان، 450-457
عكس مارقيان العديد من الإجراءات التي اتخذها ثيودوسيوس الثاني، لا سيما فيما يتعلق بالمعاهدات مع الهون والشؤون الدينية. توقفت جميع مدفوعات الترفيد الرومانية الشرقية إلى الملك أتيلا الهوني تحت قيادة مارقيان بينما كان أتيلا مشغولاً بغزو إيطاليا. كما أطلق مارقيان شخصيًا حملات استكشافية عبر نهر الدانوب في قلب الأرض، وحقق انتصارات مهمة ضدهم. أدت أفعال مارقيان، جنبًا إلى جنب مع المجاعة في إيطاليا، إلى تراجع أتيلا مرة أخرى إلى السهول المجرية حيث توفي عام 453. بعد وفاة أتيلا، لم يعد مارقيان يسمح القبائل التابعة للهون بالبقاء في الأراضي الرومانية الشرقية كـ "فيوديراتي"، مستفيدًا من سقوط إمبراطورية الهون.
خلف مارقيان ليو الأول، أول إمبراطور من السلالة الليونية.